# Benmohamed Reda
Benmohamed Reda – algierski zapaśnik walczący przeważnie w stylu klasycznym. Brązowy medalista igrzysk afrykańskich w 2003. Zdobył dwa medale na mistrzostwach Afryki w 2003 i 2004 roku.